# Diffusion
Diffusion er spredning af molekyler fra høj til lav koncentration. Diffusion kan modelleres makroskopisk med fx Ficks love og mikroskopisk med fx random walks; herunder Langevin-ligningen. 
Diffusion er generelt et resultatet af partiklers tilfældige bevægelser. Jo højere temperatur, jo hurtigere bevæger partiklerne sig, og jo mindre de er, desto hurtigere kan de bevæge sig. Diffusion foregår altid fra høj til lav stofkoncentration, i det der fra området med høj koncentration er flere partikler, som tilfældigt bevæger sig væk.
Hvis man fx sprøjter parfume ind i et rum, vil den dufte stærkt lige der, hvor man står, men efter et stykke tid vil der forplante sig en mildere duft i hele lokalet. Duftpartiklerne har nemlig spredt sig via pufdiffusion fra høj til lav koncentration.

## Diffusion i levende organismer

### Diffusion
Diffusion er en vigtig proces ved åndedræt, hvor organismen optager ilt og afgiver kuldioxid. Diffusion driver molekylerne gennem cellemembranen i alveolevæggen. Diffusion sker til og fra alle celler og er uden energiomkostninger for cellen. Det kaldes passiv transport. Det er ikke alle stoffer der kan bevæge sig gennem cellemembranen, kun små uladede molekyler som vand, kuldioxid og nitrogen. Næsten alle andre molekyler transporteres gennem cellemembranen ved hjælp af proteinmolekyler. Disse proteinmolekyler er indlejret i membranen, og kan sammenlignes med isbjerge der flyder rundt i membranens fedtmolekyler. 
O2 + CO2 kan frit bevæge sig ind i og ud af cellen. O2 (ilt) bruges til respiration, CO2 er et affaldsprodukt fra respirationen. 

### Passiv transport
Når stoffer bevæger sig igennem en cellemembran ved diffusion, vil bevægelsen være fra en høj til en lav koncentration af stoffet, idet bevægelsen skyldes molekylernes egenbevægelser og sammenstød. Dette kaldes passiv transport. Passiv, fordi der ikke tilføres energi fra cellens stofskifte til transporten. Passiv transport kan inddeles i simpel diffusion, osmose og faciliteret transport.

#### Simpel diffusion
Ved simpel diffusion er det upolære stoffer, som går igennem membranens fedthinde. Dette kan stofferne uden hjælp da fedthinden også er upolær. 

#### Osmose
Ved osmose er det vand som trænger igennem fedthinden og vandmolekyler er så små, at de kan trænge igennem fedthinden gennem små sprækker som dannes når fedtmolekylerne vibrerer. 

#### Faciliteret transport
Ved faciliteret transport sker en diffusion af polære stoffer og større molekyler gennem et transportprotein i membranen. Faciliteret transport foregår med koncentrationsgradienten (fra høj til lav), via et kanalprotein, og der tilføres ikke energi fra cellens stofskifte. F.eks. sukker: 
C6H12O6 er for stort til at kunne komme ind mellem fosforlipiderne i cellemembranen. Derfor benytter den transportproteiner som hjælp. Insulin er et signalstof, som sikrer at der er kanaler i membranen, så glukose kan passere ind i cellen.

### Aktiv transport
Ved aktiv transport er der egentlig ikke tale om diffusion i traditionel forstand, idet molekylernes bevægelse her ikke skyldes deres egenbevægelser og sammenstød. Aktiv transport foregår mod koncentrationsgradienten (fra lav koncentration til høj), via et transportprotein (en "pumpe") og under forbrug af energi fra cellens stofskifte (energikilden er som regel ATP). Na+/K+-pumpen pumper 3 Na+ ud af cellen hver gang den pumper 2 K+ ind i cellen. Pumpen medvirker herved til at sikre cellens væskebalance, idet natriumionerne ved osmose suger overskydende vand ud af cellen. Desuden stabiliseres cellens ladningsbalance.

### Diffusion i forbindelse med lyd
Ujævne overflader spreder den lyd der rammer - lyden diffuseres.
For at opnå en god akustik i et lokale, er det vigtigt at lyden ikke reflekteres frem og tilbage mellem hårde parallelle flader. Det kan man forhindre med lydabsorberende materialer, men også ved at bryde lyden op med difusserende overflader. Det kan være bogreoler, meget grov puds (bodega-puds) eller plader der er beregnet til formålet.
 Der er for få eller ingen kildehenvisninger i denne artikel, hvilket er et problem. Du kan hjælpe ved at angive troværdige kilder til de påstande, som fremføres i artiklen.

| Naturvidenskab | Spire Denne naturvidenskabsartikel er en spire som bør udbygges. Du er velkommen til at hjælpe Wikipedia ved at udvide den. |